# Lü Fan
En aquest nom xinès, el cognom és Lü.
Lü Fan (mort el 228 EC), nom estilitzat Ziheng (子衡), va ser un oficial administratiu i militar de Wu Oriental durant el període de la tardana Dinastia Han Oriental i l'era dels Tres Regnes de la història xinesa.

## Biografia
Lü era nadiu de la Comandància Runan a la Província de Yang, estant casat amb una dona del clan Liu. En un principi va servir a Yuan Shu, però més tard va canviar la seva lleialtat a Sun Ce. Ell va ser part integral dels avenços militars de Wu Oriental i contribuí molt al benestar de l'estat fins a la seva mort en el 228.

## Servei sota Yuan Shu i Sun Ce
Lü va començar la seva carrera com un oficial menor sota les ordres del senyor de la guerra Yuan Shu. Va ser allí que va conèixer a Sun Ce, un dels generals joves de Yuan. Els dos es van fer grans amics, i Lü va participar en totes les batalles de Sun sota Yuan1 des de llavors.
Es diu que Lü es va recomanar a si mateix per jugar una partida de weiqi - en la qual Sun Ce va fer una mala jugada d'obertura, que Lü va capitalitzar-hi, assenyalant l'errada de Sun. Sun va quedar molt impressionat i li va oferir a Lü un post. En lloc d'acceptar una posició alta i elevada, tanmateix, Lü va insistir de restar en una posició baixa i humil des d'on ell pogués gestionar amb més eficàcia les tropes. Això també va impressionar Sun Ce, i els dos es van fer inseparables. El joc de weiqi en qüestió, dit el "Joc Sun-Lü", s'afirma que va ser el primer joc weiqi que va ser registrat moviment per moviment, però molts estudiosos en dubten de la seva autenticitat. Després d'açò, Lü va ser nomenat com Controlador Cap.
En una ocasió durant el començament de la carrera de Sun Ce, Lü va ser enviat a buscar a la família de Sun de Guangling a Qu'a. El governador de la Província de Xu, Tao Qian, menyspreà a Sun Ce i tractà d'empresonar a Lü com espia per així torturar-lo, però uns criats de Tao van acabar alliberant a Lü, i ell va ser capaç de rescatar de forma reeixida a la família de Sun. Lü va esdevenir de tal confiança per a Sun, que aquest el tractava com si fóra membre de la mateixa família de Sun, donant-li aliment i beure abans que a la seva pròpia, la Dama Wu.
Lü va ser el tercer en termes de mèrits només per darrere de Cheng Pu i Xu Kun, seguint a Sun Ce en cada batalla. La seva unitat militar va derrotar i matar el subordinat de Yan Baihu, Chen Mu. Més tard, quan Yuan Shu es va proclamar a si mateix emperador, Sun va declarar la seva independència, i Lü va romandre amb Sun Ce amb les seves forces, fins i tot participant en batalla contra el seu antic senyor. Chen Yu, un home designat per Cao Cao per suposadament ajudar a Sun Ce en la guerra contra Yuan Shu, secretament conspirà per destruir Sun des de dins, però Sun va preveure això i va enviar a Lü per acabar amb ell. Lü va derrotar decisivament a Chen, i com a resultat, Chen va fugir cap a Yuan Shao en el nord, i mai més es va saber d'ell.
Després de la seva victòria sobre el líder de les romanents forces de Yuan Shu, Liu Xun, com també sobre Huang Zu i Liu Biao a Shaxian, Sun Ce va presentar un memorial a l'emperador, nomenant Lü com el designat Gran Administrador de Guiyang (una àrea dins de la jurisdicció de Liu Biao) entre altres coses.
Lü va servir històricament com a cap d'estratègia de Sun Ce, però en la cultura popular, eixe paper és sovint complert per l'amic proper de Sun, Zhou Yu. Això no obstant, Zhou va estar absent en moltes de les campanyes de Sun Ce, mentre que Lü va estar present en cada un d'elles.

## Servei sota Sun Quan
Lü va servir com un dels oficials civils amb més refiats de Sun Quan. Inicialment, abans de la mort de Sun Ce, Sun Quan i Lü ja havien tingut alguns desacords - sent jove i temerari, Sun Quan sovint prenia diners pels seus interessos personals i demanava a Lü d'arreglar-hi els llibres de comptabilitat. Lü, això no obstant, es va mantenir honest, el que va provocar el desgrat de Sun Quan. Després de la mort del seu germà, amb tot, Sun Quan va madurar molt i va apreciar i admirar l'honestedat anterior de Lü, per tant valorant-lo personalment en gran manera.
En el 208, Cao Cao va portar una flota fins a la batalla dels Penya-segats Rojos amb l'esperança de destruir al seu debilitat rival Liu Bei, i seguit va buscar l'ajuda de Sun Quan en la matèria. Per petició de Zhou Yu i altres, altrament, Sun en lloc d'això es va oposar a Cao i es va aliar amb Liu. Lü va participar en la batalla, servint com un subordinat de Zhou Yu.
Després de la victòria dels Penya-segats Rojos, Lu Su va suggerir cedir-li la part sud de la Província de Jing a Liu Bei. Zhou Yu i Lü protestaren contra aquella proposició, però després de la mort de Zhou en el 210, Sun Quan va acabar estant d'acord amb el pla de Lu, fins i tot permetent concessions addicionals a Liu.
En el 223, els generals de Cao Wei Cao Xiu i Zang Ba van llançar un atac sobre Dongkou. Lü va estar al comandament la defensa, dirigint en la batalla homes com ara Sun Shao i Xu Sheng. Les coses van anar malament per Wu Oriental des del principi: un fort vent va venir i va destruir gran part de la flota de Lü, i Cao Xiu va atacar amb fúria. Per agreujar encara més els problemes de Wu Oriental, el germà menor de Sun Quan, Sun Lang, accidentalment va cremar els subministraments d'aliments i armes de Lü. Miraculosament, Sun Shao i Xu Sheng van ser capaços de contraatacar, i va ser a través del seu ardu treball que la batalla va ser guanyada.
Posteriorment, Lü va ser nomenat governador de la Província de Yang i comandant en cap. Amb tot, ell va morir en el 228 poc després del seu nomenament. Es diu que Sun Quan va plorar profundament la seva mort, cridant el seu nom en diverses ocasions mentre hi era sanglotant per ell.

## Descendents i llegat
Lü va ser succeït per dos fills. Havent mort jove el primer d'ells, el tercer fill, Lü Ju, va heretar el títol nobiliari del seu pare i va ser un general de talent pel seu propi dret. Això no obstant, en el 252, ell va formar part d'un complot per enderrocar al general militar tirà de Wu Oriental, Sun Lin, i quan la seva participació en la trama va ser descoberta, es va suïcidar abans que pogués ser empresonat i ajusticiat.